# David Perron
David Perron (Sherbrooke, Quebec, 28 de mayo de 1988) es un jugador profesional canadiense de hockey sobre hielo que se desempeña en la posición de extremo izquierdo en Ottawa Senators, equipo de la National Hockey League (NHL).

## Carrera
Fue seleccionado en la primera ronda en la NHL Entry Draft de 2007. Hizo su debut en la NHL con el equipo St. Louis Blues, en el cual jugó seis temporadas (2007-2013), después pasó por varios equipos, Edmonton Oilers (2013-2014), Pittsburgh Penguins (2014-2015), Anaheim Ducks (2015-2016), luego regresó a St. Louis Blues (2016-2017), Vegas Golden Knights (2017-2018), después nuevamente a St. Louis Blues (2018-2022), Detroit Red Wings (2022-2024), y finalmente a Ottawa Senators.